# Molto più di un film (singolo)
Molto più di un film è un singolo della cantante italiana Federica Carta, pubblicato il 1º febbraio 2018 come primo estratto dall'album omonimo.

## Video musicale
Il videoclip del brano, diretto da Cosimo Alemà, è stato pubblicato il 5 febbraio 2018 sul canale YouTube della cantante.

## Tracce
Testi e musiche di Federica Carta, Giulia Anania e Marta Venturini.
1. Molto più di un film – 3:38